# الشراقة
الشراقة مدينة وبلدية جزائرية تابعة لولاية الجزائر، وهي مقر دائرة الشراقة، تقع غرب العاصمة وتبعد عنها ب 16 كم، سكنها معمرون فرنسيون جاؤوا من منطقة غراس الفرنسية، عرفت القرية في أثناء الاستعمار الفرنسي بأجبانها، الشراقة اليوم هي مدينة بها صناعات تحويلية ومركز تجاري تتضمن عدة مرافق عصرية على غرار الملعب البلدي وفنادق فخمة كفندق دار الضياف بالقرية الفلاحية.
بلديات دائرة شراقة هي الحمامات، عين البنيان، أولاد فايت، الشراقة، دالي إبراهيم.
- عدد سكان البلدية سنة 2006 231,135 نسمة
- عدد سكان البلدية سنة 2006 69,786 نسمة
- الرمز البريدي 16014

تعدّ الشراقة من أقدم المدن حيث كانت تضم الباب الغربية للجزائر العاصمة إبان الحكم العثماني وأسس فيها المعمرون مدينة لهم سنة 1848، كان «فيدال» أكبر المستثمرين الفرنسيين في المنطقة حيث استحوذ على ما يقارب نصف المدينة الحالية، ولا تزال البنايات التي تبرز العهد الاستعماري خاصةً في قلب المدينة مثل الكنيسة والبنايات المجاورة لها، ففي 1962 كان سكان الشراقة لايتجاوز 5000 نسمة وبعد النزوح الريفي الذي شهدته المدينة فقدت مكانتها في العاصمة.
| بني مسوس     | عين البنيان | البحر الأبيض المتوسط |
| دالي إبراهيم | إسم ؟       | سطاوالي              |
|              | أولاد فايت  |                      |

## مواضيع ذات صلة
- تاريخ ولاية الجزائر
- بلديات ولاية الجزائر
- دوائر ولاية الجزائر